# Rosalinda williami
Rosalinda williami is een hydroïdpoliep uit de familie Rosalindidae. De poliep komt uit het geslacht Rosalinda. Rosalinda williami werd in 1949 voor het eerst wetenschappelijk beschreven door Totton. 